# O Caso dos Exploradores de Cavernas

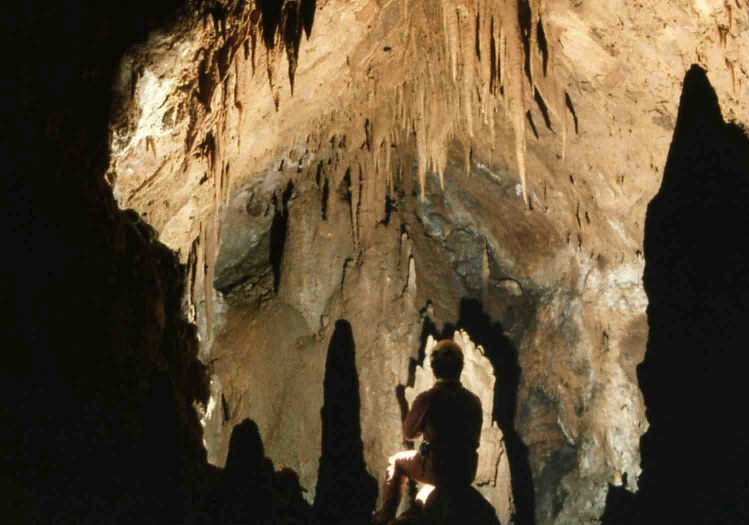
O caso hipotético de Fuller apresenta um grupo de exploradores de cavernas que ficam presos após um desmoronamento e correm o risco de morrer de fome. O caso examina como os sobreviventes resgatados, que mataram e comeram uma pessoa para sobreviver, devem ser tratados pela lei.

O Caso dos Exploradores de Cavernas (em inglês, The Case of the Speluncean Explorers) é um artigo escrito pelo filósofo jurídico Lon L. Fuller, publicado pela primeira vez na Harvard Law Review em 1949. Fortemente tomando a forma de um julgamento ficcional, ele apresenta um puzzle de filosofia jurídica a quem lê e cinco possíveis soluções na forma de opiniões judiciais que são atribuídas a juízes que se assentam na "Suprema Corte de Newgarth" no ano 4300.
O relato de Fuller tem sido descrito como "um clássico na ciência jurídica" e "um microcosmo de debates do [20.º] século" em filosofia jurídica.  Ele permite que contrastes sejam desenhados entre diferentes filosofias jurídicas, com as duas principais sendo direito natural e positivismo jurídico.  Nos 50 anos que seguiram a publicação do artigo, mais 25 julgamentos hipotéticos foram escritos por vários autores cujas perspetivas incluem a teoria do direito natural, consequencialismo, positivismo ou textualismo de significado simples, propositismo, contextualismo histórico, realismo, pragmatismo, estudo crítico do direito, feminismo, teoria racial crítica, teoria de processo e minimalismo.

## Sinopse
O caso dos exploradores de caverna traz à tona toda a complexidade existente nas análises e aplicação do direito ao caso concreto, demonstrando, especialmente aos iniciantes no estudo do Direito, quantas análises distintas podem ser aplicadas ao mesmo caso, baseadas em noções e valores pessoais e novas perspectivas adquiridas ao longo do aprendizado jurídico. Texto produzido pelo professor de "Jurisprudence" da Harvard Law School, Lon L. Fuller, é aplicado ao longo de vários anos nas escolas de Direito ao redor do mundo e busca realçar a importância da participação dos professores no processo de formação destes novos estudantes, ampliando suas concepções, mesmo com as constantes variações do Direito.
A fictícia história narrada traz o caso de 5 homens de uma Sociedade Espeleológica que após um deslizamento ficam presos no interior de uma caverna, sendo resgatados 32 dias após a entrada, a um custo significante de dinheiro investido na operação de resgate e a vida de 10 operários que morreram durante a operação de resgates por conta de uma série de nos deslizamentos que ocorriam a cada etapa da operação. Durante o período que permaneceram dentro da caverna e frente a todos os riscos que estavam expostos, firmam um contrato entre si, para que um deles fosse sacrificado para servir de alimento aos demais, evitando assim a morte de todos por inanição. O contrato foi sugerido por Roger Whetmore, o infortunado que veio a ser morto, mesmo ele próprio tendo sugerido a anulação do contrato após certo tempo. Contudo, perante as leis daquele país, tal atitude foi vista como homicídio e esse crime teria como pena a morte. Levado a julgamento em primeira instância, o júri responsável sugeriu um veredicto especial, que foi aceito pelas partes e assim o juiz sentenciou os 4 sobreviventes a pena de morte por enforcamento, não permitindo a lei nenhuma discrição. Após a sentença proferida, foi enviado, pelo júri, ao chefe do poder executivo local, uma petição para pedir a concessão de perdão aos condenados. O advogado dos réus entraram com um pedido de recurso perante a suprema corte. O presidente da suprema corte, assim como os 4 demais juízes que a compões, demonstram em suas análises do caso "sub judice" o quão distintas podem ser as percepções do mesmo fato.
A primeira palavra coube ao Presidente Truepenny, C.J., que expões sua posição dizendo que a clemência do poder executivo seria a melhor solução para o rigor do texto da lei aplicado ao caso. O presidente acredita que a clemência será concedida, acreditando ele, que possíveis investigações, para maior conhecimento dos fatos, não são compatíveis com funções do poder executivo e baseando-se no apelo popular, seria certamente concebido. Truepenny não vê a possibilidade de exceção na lei. Desta maneira o presidente crê que a clemência é a melhor forma de se fazer "justiça" e assim não ferir a lei e não causar qualquer encorajamento a transgressão da mesma.
O juiz Foster, J. inicia sua análise com uma critica a postura adotada pelo presidente, esquivando-se do julgamento do caso e transferindo a decisão a quem não é de competência fazê-la. Foster demonstra disputa intrínseca no caso, "lei do país vs. senso comum". Foster baseia sua argumentação trazendo uma interpretação mais ampla do texto da lei, ao invés de sua aplicação literal. Ele busca que texto seja lido de forma mais racional e que o ato praticado pelos réus seja avaliado conforme seu propósito. São apresentados casos onde o mesmo tribunal adotou essa avaliação racional e proposital da ação do réu, não aplicando assim o rigor do texto da lei.
Tatting, J, segundo juiz a se pronunciar, demonstra em sua análise a sua própria incapacidade de dissociar o emocional do intelectual no julgamento do caso. Ele também apresenta argumentos contrários a posição apresentada pelo votante anterior, questionando especialmente a descaracterização dada por ele ao texto da lei e que desta maneira faria com que ela perdesse sua eficácia tornando-a completamente subjetiva. Apresenta argumentos emocionais para justificar o seu espanto na perspectiva de imaginar os 4 acusados, após tanto dinheiro investido na operação de resgate e vidas perdidas para isto, sejam agora sentenciados à morte. Considerando-se incapaz de avaliar o caso apresentado, o juiz recusa-se a participar.
Keen, J. foi o próximo a manifestar sua posição. Deixando clara, ao contrário do juiz Tatting, a sua capacidade de distinguir sentimentos no exercício de suas funções, ele traz inicialmente uma opinião pessoal sobre o que sente a respeito do caso. Ele defende ao longo de toda sua argumentação a aplicação da Lei, da lei como escrita e uma interpretação clara de seu texto. Keen também apresenta o possível prejuízo que poderia ser causado ao se passar a avaliar a letra da lei de forma tão ampla, como proposto pelo primeiro votante, o Juiz Foster. Para ele não deve haver interpretações da Lei quanto ao propósito, a busca por esse propósito seria uma mera especulação. Keen vê no caso, aplicando sua leitura da lei, todos os requisitos necessários para que o caso seja classificado como um assassinato. Sua conclusão final é pela manutenção da sentença condenatória.
Por fim, o Juiz Handy, J., último a votar, busca esclarecer a sua visão a respeito da importância dos homens, dos homens legisladores e criadores das leis formais até homens próximos da morte que firmam um contrato entre si para a sobrevivência. Ele busca apresentar a relevância e as falhas a que todos estão sujeitos no processo de tomada de decisão, assim como a fragilidade humana no julgamento e busca pela prevenção de casos abstratos. Para a correção dessas falhas e fraquezas do homem, é apresentada a ideia do senso comum para a solução do caso, baseando na ideia de que a chance da maioria estar errada é menor do que a de uma pequena maioria regida por formalidades e burocracias.
Handy, ao contrário do presidente, não crê na clemência do chefe do executivo, pois trata-se de um homem de princípios rígidos e que toda a publicidade do caso poderia causar efeito contrário ao desejado pelo senso comum. Desta forma, ele decide pela inocência dos réus. Ao fim da votação, foi perguntado pelo presidente ao juiz Tatting se após tudo exposto, ele gostaria de rever sua posição, mas o juiz manteve sua posição inicial. Ao final, com o empate apresentado na decisão, a sentença inicial foi mantida, e os réus foram sentenciados à morte.